# Dour Festival
Das Dour Festival ist ein seit 1989 jährlich stattfindendes Musikfestival für Alternative Musik in Dour, Belgien. Die von Mittwoch bis Sonntag über fünf Tage sich erstreckende Veranstaltung hatte im Jahr 2016 an die 235.000 Besucher.
Das Festival bietet ein weites Spektrum an Musik-Genres, unter anderem Drum and Bass, Dubstep, Downtempo, Indie-Rock, Metal, Hip-Hop, Techno, Dub und Reggae.

## Geschichte
Erstmals fand das Dour Festival am 16. September 1989 statt. Zur ersten Auflage reisten ca. 2000 Besucher an, dem Festival stand lediglich eine Bühne zur Verfügung und dauerte einen Tag. Zudem traten nur französischsprachige Bands auf. 1990 blieb man dem Format treu, bis man 1991 das Festival auf zwei Tage verlängerte und mit 15 Bands einen neuen Rekord aufstellte. 1992 kehrte man allerdings wieder zum alten Format, eine Bühne und ein Tag, zurück, erreichte aber einen neuen Besucherrekord von 4000. 1993 verlängerte man das Festival ein zweites Mal auf zwei Tage, expandierte auf insgesamt drei Bühnen und buchte 32 Bands. Damit wurde ein Rekord von 9000 Besuchern erreicht. 1994 schaffte das Festival es mit den Bands Pulp und Blur, seine bisher prominentesten Bands zu buchen und 15.000 Besucher zu erreichen. Der Erfolg wurde 1995 weitergeführt, als die Festivaldauer auf drei Tage gehoben wurde und neben 78 Künstlern The Ramones und Public Enemy auftraten. Die Besucherzahl des Vorjahres verdreifachte sich fast auf 43000 Besucher.
Seit 1996 fand das Dour Festival über vier Tage statt und hatte jeweils um die 200.000 Besucher. 2015 wurde es erstmals auf fünf Tage ausgeweitet, an denen insgesamt 270 Musiker und Bands auftraten. Gleichzeitig wurde mit 228.000 Besuchern erstmals die 200.000 Besucher Marke gesprengt.

## Bühnen
2016 gab es folgende Bühnen:
Outdoors
- The Last Arena
- Dub Corner
- De Red Bull Elektropedia Balzaal

Indoors
- Dance Hall
- Jupiler Boombox
- Le Petite Maison Dans La Prairie
- Cannibal Stage
- Le Labo
- Le Curbanisto Dancing